# Рупал (река)
Рупал или Рупалгах (урду دریائے روپل‎, з.-пандж. روپل دریا) — река с ледниковым питанием в Пакистане, текущая с востока на запад. Является примером так называемого «ледникового потока» .
Источником являются талые воды ледника Рупал в северном Пакистане. Река протекает через долину Рупал, к югу от горы Нангапарбат и поворачивает на северо-восток к деревне Таришинг. Впадает в реку Астор слева около Парджота.

## Характеристики
Площадь водосбора — 315 км², из которых 44 % покрыто ледником. Расход воды — 58 м³/с. Уклон — 40 м/км в верховьях, 30 м/км в среднем. Длина — 87 км.